# 里斯本路

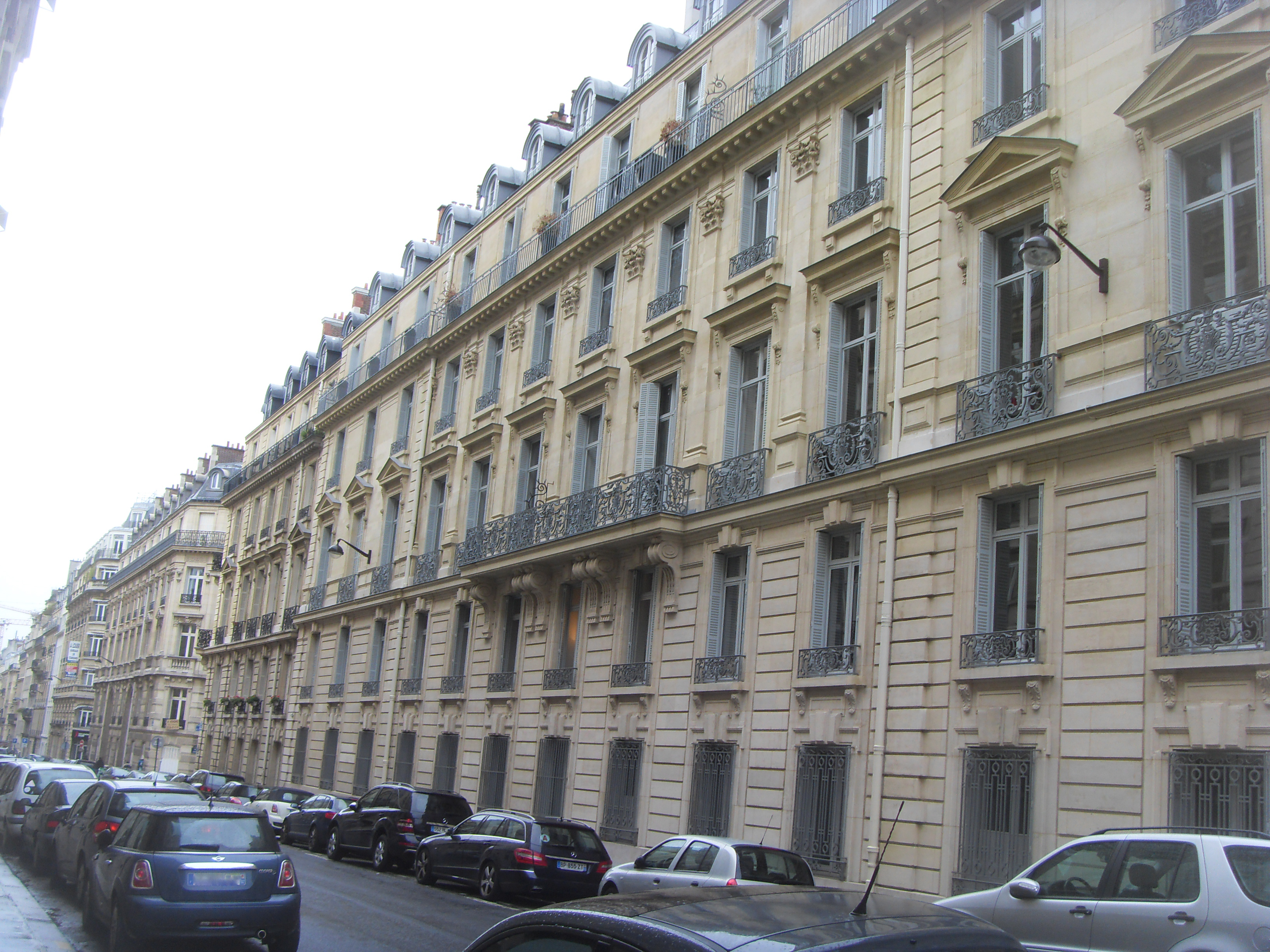

里斯本路（Rue de Lisbonne）是巴黎第八区欧洲区的一条街道。始于Rue du Général-Foy，止于Rue de Courcelles，长810米，宽15米。中间与马德里路交汇。

## 名称
里斯本路得名于葡萄牙首都里斯本。

## 历史

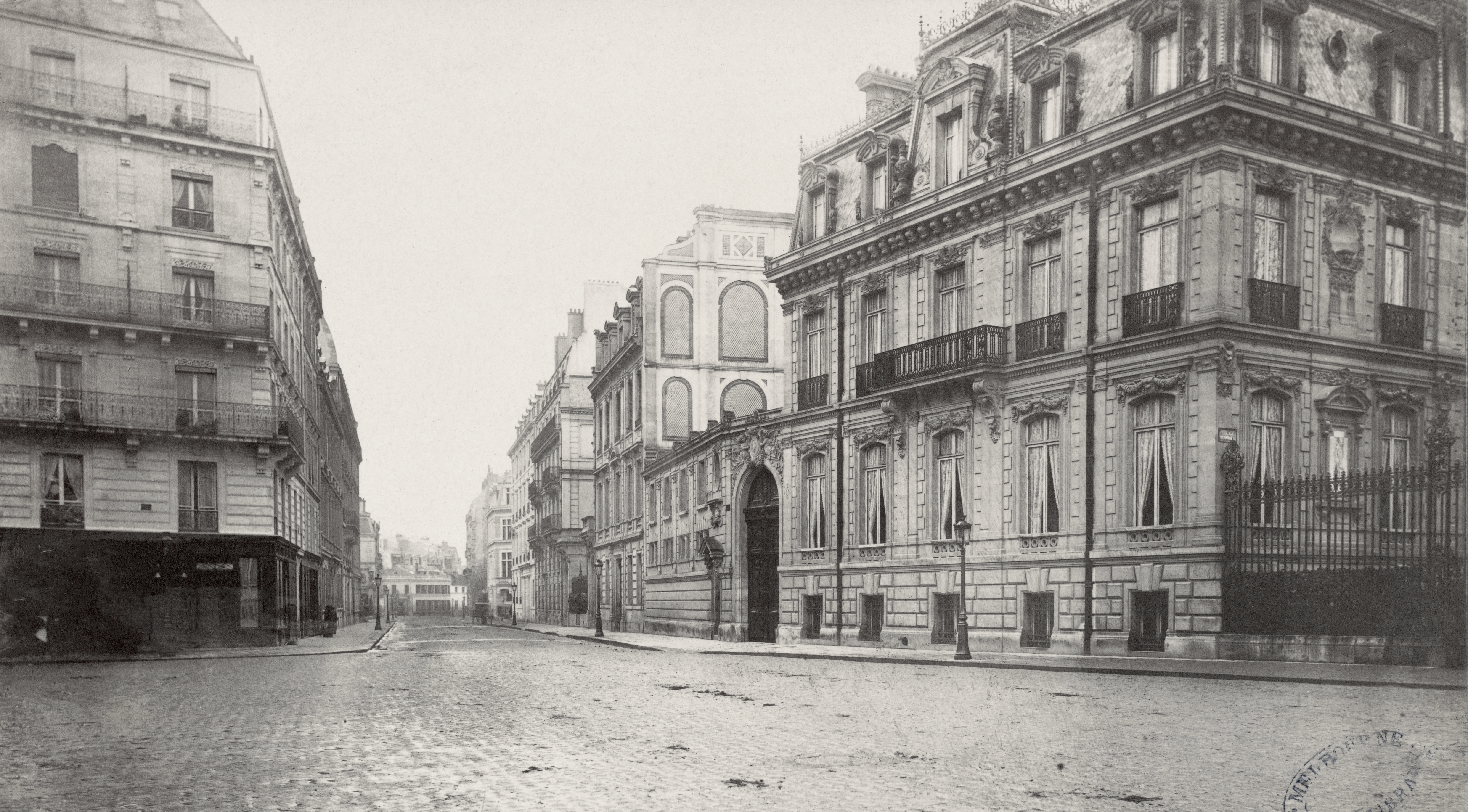

里斯本路开辟于1826年。

## 建筑

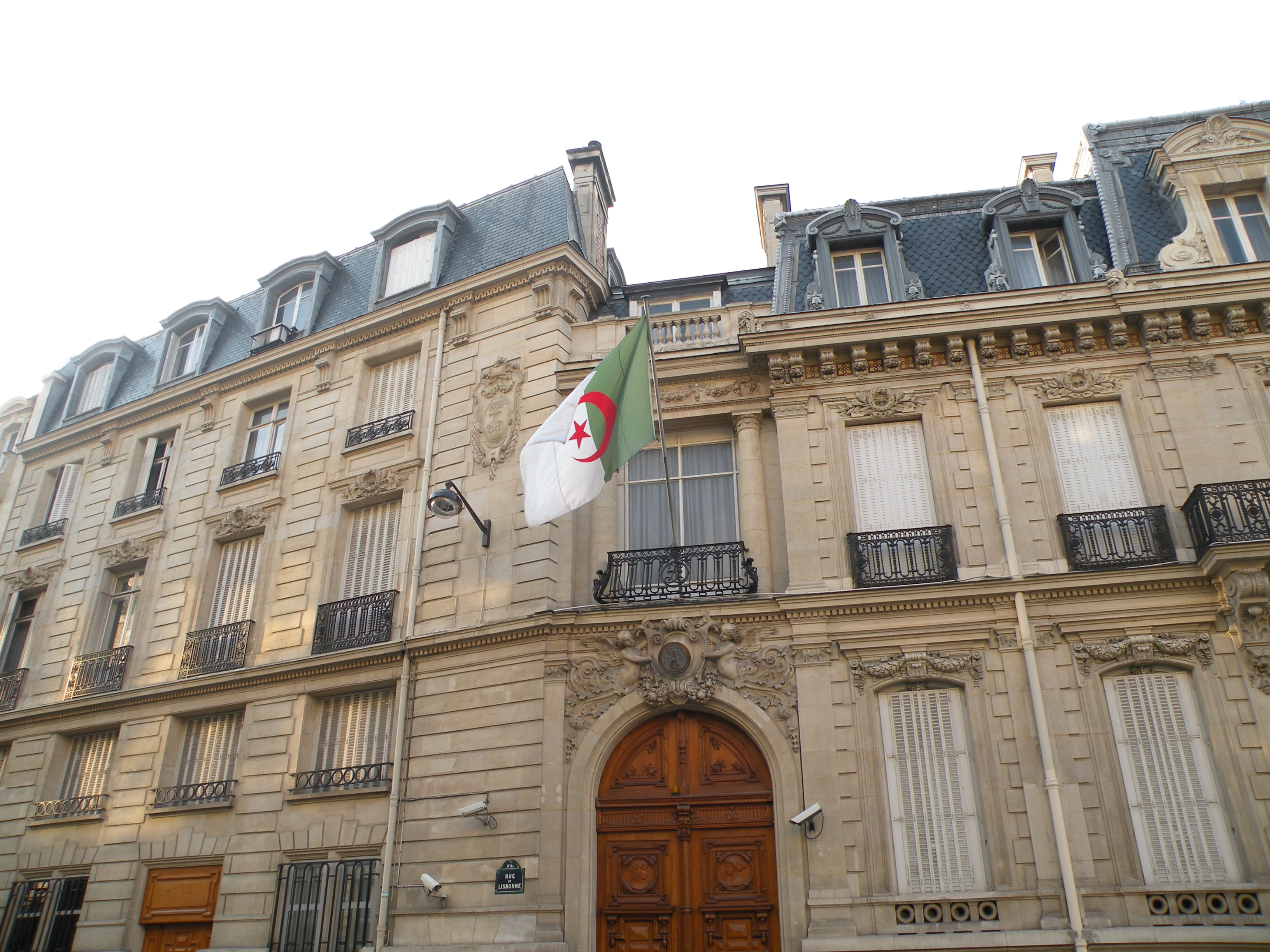
50号
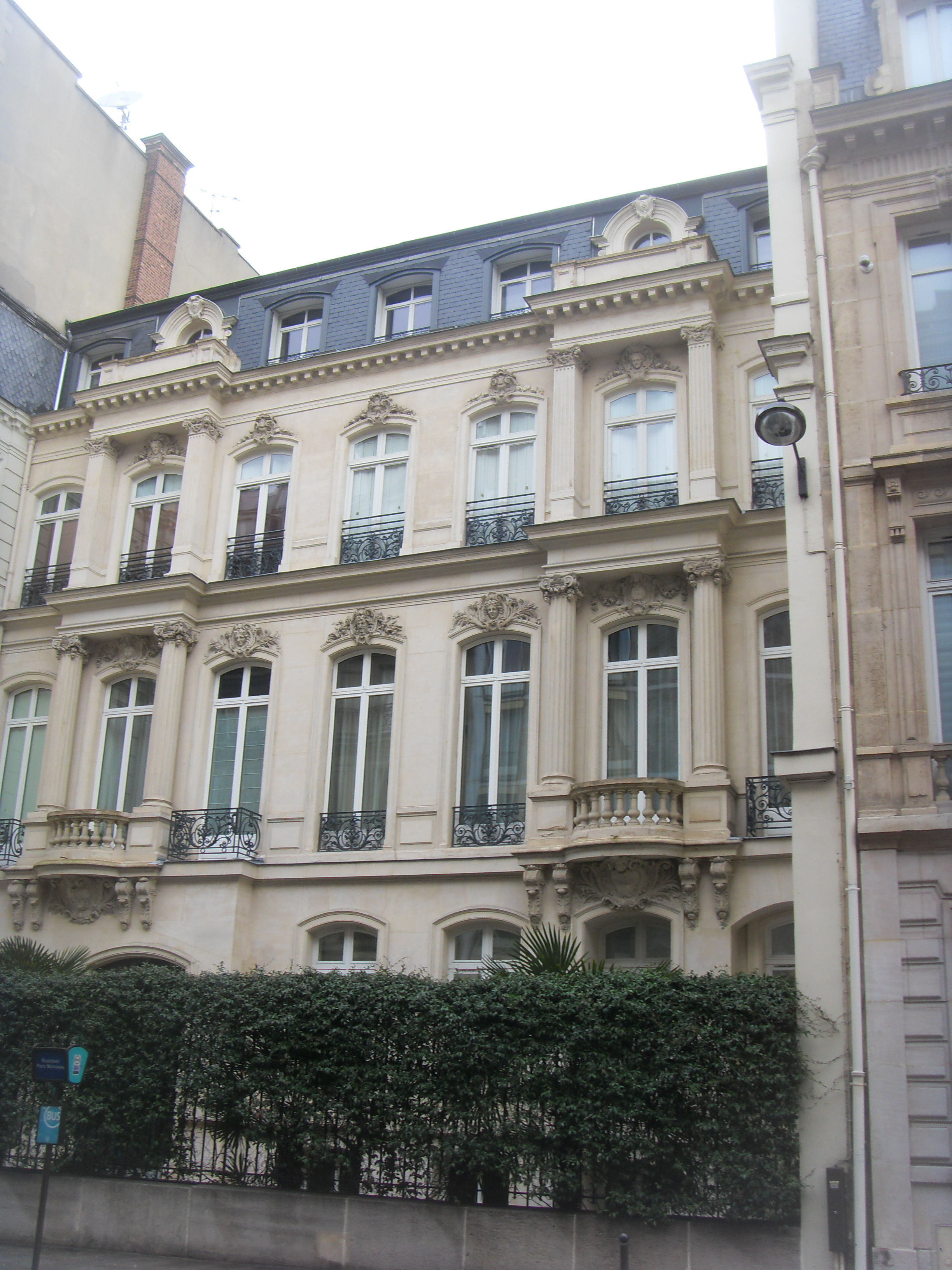
54号
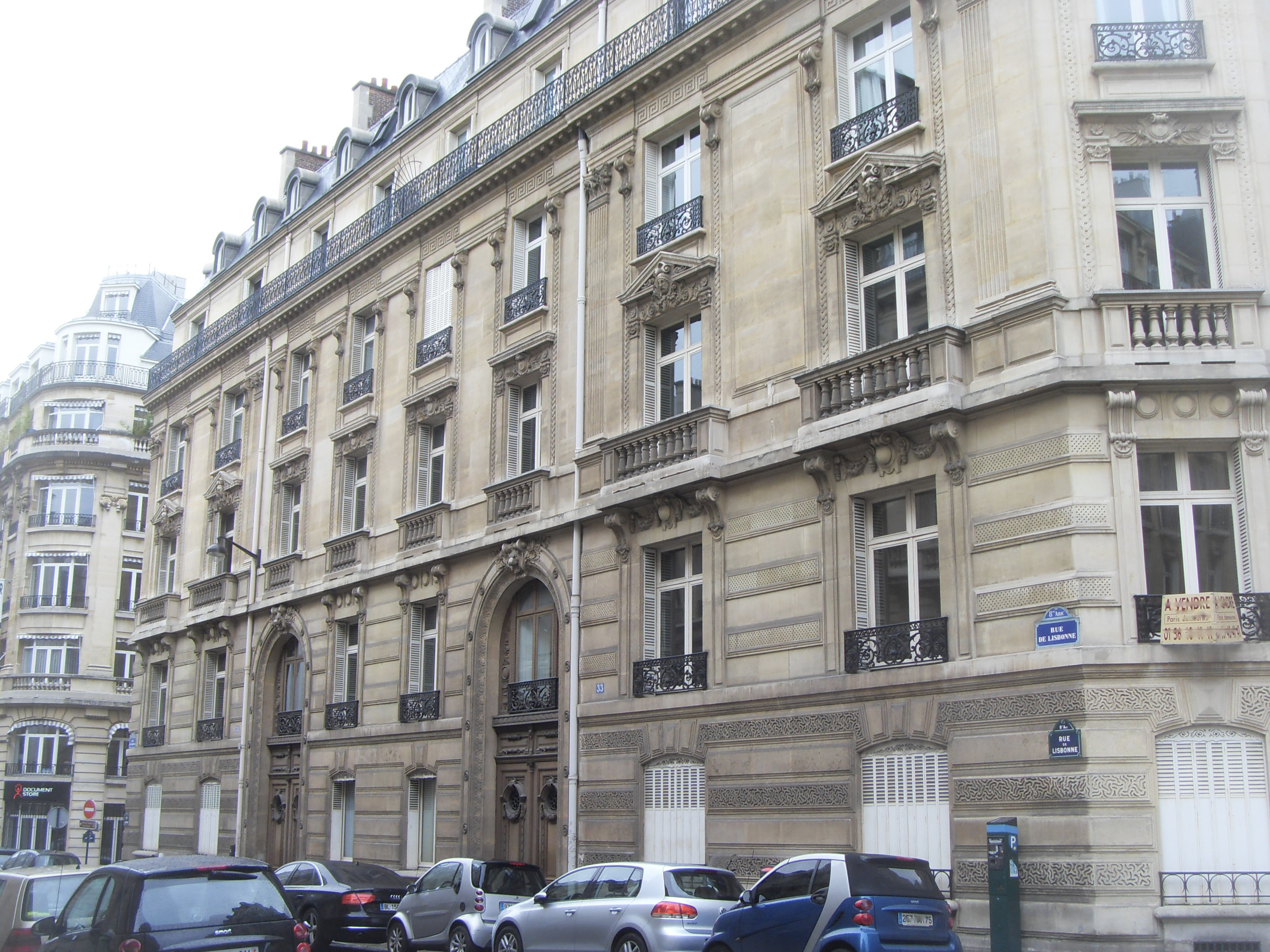
33号
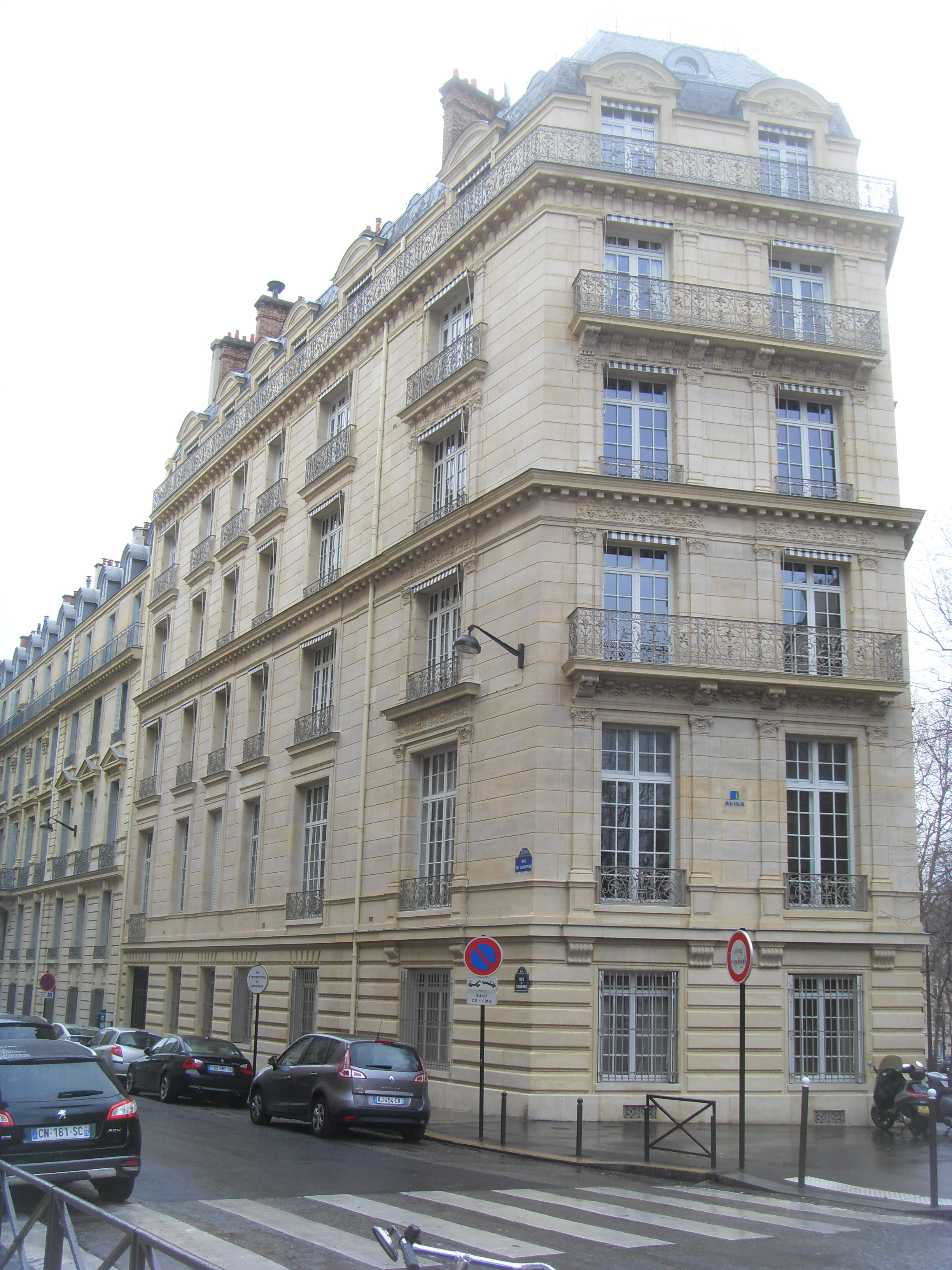